# アウトバーン 40
アウトバーン 40（ドイツ語: Bundesautobahn 40, BAB 40 または A 40）はドイツの高速道路、アウトバーンの一路線である。デュースブルクからドルトムントまでの区間の通称はルール高速道（Ruhrschnellweg）である。
西のオランダ国境、シュトラーレン付近から東のドルトムントまで108 kmの路線を持つ主要道路である。ルール高速道はドイツの最も交通量の多い道路とされている。